# Corynelia clavata
Corynelia clavata är en svampart som först beskrevs av L., och fick sitt nu gällande namn av Pier Andrea Saccardo 1891. Corynelia clavata ingår i släktet Corynelia och familjen Coryneliaceae.   Inga underarter finns listade i Catalogue of Life.